# Lynn Thorndike

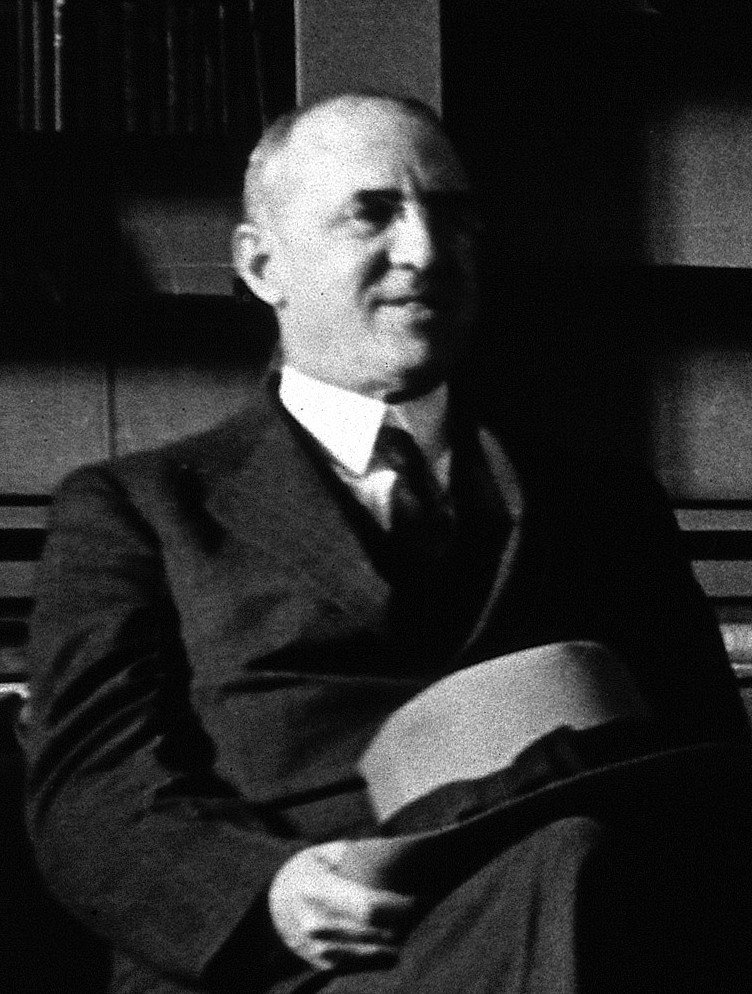
Lynn Thorndike, 1938

Lynn Thorndike (* 24. Juli 1882 in Lynn, Massachusetts, USA; † 28. Dezember 1965 in New York City) war ein US-amerikanischer Wissenschaftshistoriker.
Thorndike lehrte ab 1907 Mittelalterliche Geschichte an der Northwestern University. Von 1909 bis 1924 war er Professor an der Case Western Reserve University und von 1924 bis 1950 an der Columbia University.
Er übersetzte unter anderem das mittelalterliche astronomische Lehrbuch De sphaera mundi von Johannes de Sacrobosco. Bekannt ist er vor allem für seine achtbändige Wissenschaftsgeschichte A History of Magic and Experimental Science, die ab 1923 erschien und die von der Frühzeit des Christentums bis in die frühe Neuzeit reicht. Sie behandelt auch die Geschichte der Alchemie. Im Gegensatz zu Jacob Burckhardt sah er keinen entscheidenden Bruch vom Mittelalter zur Renaissance in Italien.
1928 gehörte er zu den Gründungsmitgliedern der Académie internationale d’histoire des sciences. Seit 1939 war er Mitglied der American Philosophical Society. 1957 wurde er mit der George-Sarton-Medaille der History of Science Society ausgezeichnet.
Sein Bruder war der Shakespeare-Experte Ashley Horace Thorndike (1871–1933).

## Veröffentlichungen (Auswahl)
- A History of Magic and Experimental Science. 8 Bände. New York / London.
  - Bd. 1: During the First Thirteen Centuries of Our Era. Part 1. Macmillan, 1923, Digitalisat.
  - Bd. 2: During the First Thirteen Centuries of Our Era. Part 2. Macmillan, 1929, Digitalisat.
  - Bd. 3: Fourteenth and Fifteenth Centuries. Part 1. Columbia University Press, 1934.
  - Bd. 4: Fourteenth and Fifteenth Centuries. Part 2. Columbia University Press, 1934, Digitalisat.
  - Bd. 5: The Sixteenth Century. Part 1. Columbia University Press, 1951, Digitalisat.
  - Bd. 6: The Sixteenh century. Part 2. Columbia University Press, 1951, Digitalisat.
  - Bd. 7: The Seventeenth Century. Part 1. Columbia University Press, 1958.
  - Bd. 8: The Seventeenth Century. Part 2. Columbia University Press, 1958.
- Advice from a Physician to his Sons. In: Speculum. Band 6, 1931, S. 110–114. Gemeint ist der spanische Arzt Peter Fagarola.
- Invention of the mechanical clock about 1271 A.D. In: Speculum. Band 16, 1941, S. 242 f.
- The History of Medieval Europe. 1917; 3. Auflage 1949. [Digitalisat bei Archive.org]
- Science and Thought in the 15. Century. 1929.
- Alchemy during the first half of the sixteenth century. In: Ambix. Band 2, 1938, S. 26–37.
- als Hrsg. mit Francis S. Benjamin Jr.: The herbal of Rufinus [= Liber De virtutibus herbarum …], edited from the unique manuscript. Chicago 1945; anastatische Nachdrucke ebenda 1946 und 1949 (= [nur die Nachdrucke] Corpus of mediaeval scientific texts. Band 1).
- ‚Unde versus‘. In: Traditio. Band 11, 1955, S. 163–193.
- mit Pearl Kibre: A catalogue of incipits of mediaeval scientific writings in Latin. 2. Auflage. Cambridge (Massachusetts) 1963 (= The mediaeval academy of America. Band 29).